# Pośrednia Granacka Szczerbina
Pośrednia Granacka Szczerbina (słow. Prostredná Granátová štrbina) – przełęcz znajdująca się w masywie Granatów Wielickich w słowackiej części Tatr Wysokich. Stanowi ona najgłębsze z kilku wcięć w grani pomiędzy Małą Granacką Turnią a Wielką Granacką Turnią. Należy do grupy Granackich Turni – wyższej z dwóch części Granatów Wielickich. Siodło Pośredniej Granackiej Szczerbiny jest wyłączone z ruchu turystycznego i nie prowadzą na nie żadne znakowane szlaki turystyczne, dostęp na tę przełęcz mają jedynie taternicy.

## Historia
Pierwsze wejścia turystyczne:
- Alfred Martin i Johann Franz (senior), 18 lipca 1907 r. – letnie,
- Vojtech Korsák i Stanislav Samuhel, 17 kwietnia 1959 r. – zimowe.